# Грав-сила
Грав-сила (фр. grave-force  — основна одиниця вимірювання сили. Грав-сила — це сила, яка надає тілу масою 1 гв прискорення 9,80665 м/с2. Співвідношення з одиницею сили системи SI:
1 гвс = 9,80665 Н.
1 Н ≈ 0,10197162 гвс.
Рідше використвують кратні та частинні одиниці:
- кілограв-сила: 1 кгвс = 103 кгс = 9806,65 Н;
- міліграв-сила: 1 мгвс = 10−3 кгс = 9,80665×10−3 Н.

Раніше грав-силу позначали ГВ (GV), на відміну від грав-маси — гв (gv).